# Nowosiółka (hromada Buczacz)
Nowosiółka (ukr. Новосілка, Nowosiłka; dawn. Nowosiółka Jazłowiecka) – wieś na Ukrainie w obwodzie tarnopolskim, w rejonie czortkowskim.
W pobliżu wsi przebiega droga terytorialna T2016.

## Historia

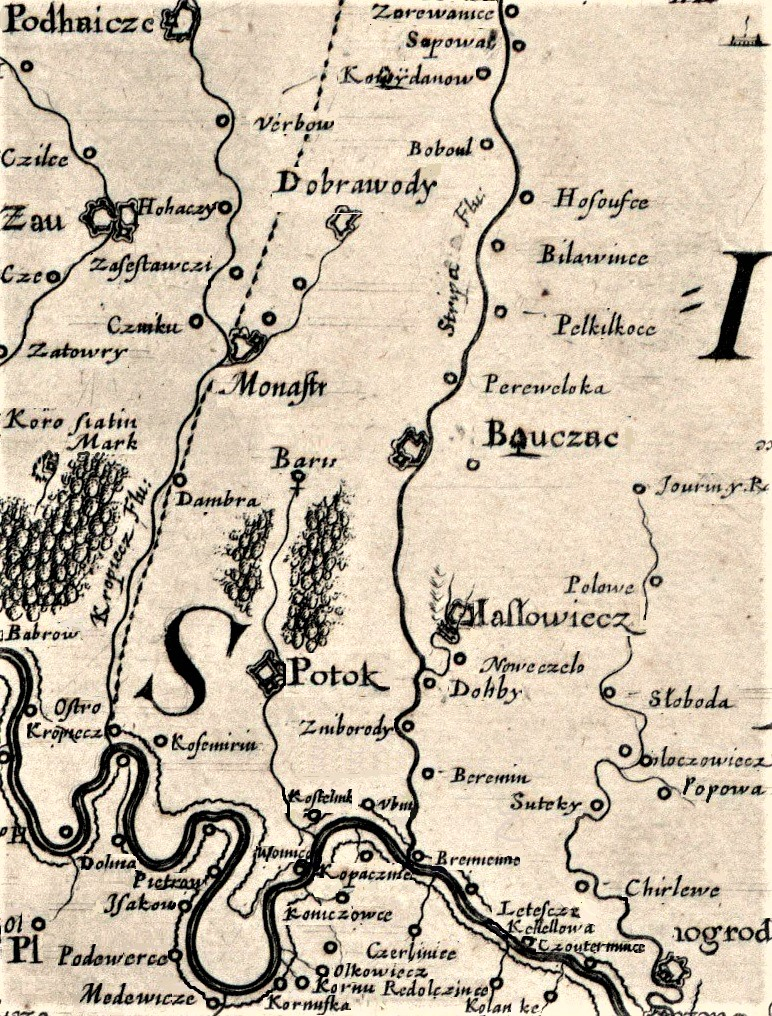
Nowosiółka (Noweczelo) na mapie z 1650

W II Rzeczypospolitej miejscowość w gminie Jazłowiec w powiecie buczackim województwa tarnopolskiego. W latach 1944–1945 nacjonaliści ukraińscy z OUN i grupy UPA Biła z Białej, zamordowali tu łącznie 12 Polaków.

## Ludzie urodzeni we wsi
- Stefan Jan Krzysztof Walenty Kozicki-Dunin, ur. w 1860, rotmistrz 7-go pułku ułanów, syn Edmunda Stanisława Tomasza[4]
- Marian Błażowski
- Jarosław Bazyli Tanczakowski – ukraiński nauczyciel[5], spensjonowany w 1931[6]

## Ludzie związani ze wsią
- We wsi zmarł baron Krzysztof Leonard Karol Błażowski (ur. 1807 w Jazłowcu, zm. 1888), syn Wiktora, członka Stanów Galicyjskich, wnuk wojskiego lwowskiego Dominika, członka Stanów Galicyjskich w 1817 roku[7]
- Genowefa Wójcik SM (1911-1974) z Wołczkowa[8]